# فرجيني بوفيه
فرجيني بوڤيه (1821-1888) (اسمها الكامل: جوزفين-لويز-فرجيني بوفيه)، كانت رسامة بلجيكية وراعية للفنون. عام 1870، وُصفت بأنها «مشهورة»، لكنها تعرّضت للإهمال في القرن العشرين وأوائل القرن الحادي والعشرين. ولم يُعثر سوى على سبعة من أعمالها التي تجاوزت 200 عمل.

## حياتها ومهنتها
ولدت بوفيه في إقليم بروكسل العاصمة. درست الرسم أول الأمر على يد فرانس-كاريل ديويرت (1799–1855) قبل أن تصبح عضو في أتيليه أنطوان ويرتز (1806-1865)، حيث يقال أنها اكتسب «المفاهيم الجنونية» من هناك منذ عام 1850، عرضت أعمالها بانتظام في صالون (باريس) في بروكسل وأنتويرب وغنت. وكانت عبارة عن مشاهد رسم قصصي وتمثيلي أدبي وبورتريهات. ببلوغها الثلاثين من عمرها، كانت قد أنجزت لوحتان كبيرتان لكنيسة الرعية التي تذهب إليها.
بدأت جولةً في إيطاليا عام 1855 مع أختها الكبرى لويز بوفيه، وهي كاتبة جُمعت قصصها ونُشِرت بعد وفاتها عام 1870. كانت فرجيني من بين 300 بلجيكي من رسامين ونحاتين ونقاشين ومعماريين ممن سافروا إلى إيطاليا للدراسة خلال الفترة من 1830 و 1914. يُعتقد أن خمسة منهم كانوا من النساء فقط؛ لكن بوفيه كانت واحدة من ثلاثة ممن تأكّد وجودهن في إيطاليا من الفنانات البلجيكيات. زارت بوفيه روما وفلورنسا، ونابليس وفينيسيا وحصلت على إذن بنسخ بعض اللوحات في فلورنسا. كما فعلت في وقتٍ لاحق في متحف اللوفر في باريس، حيث نسخت عام 1858 لوحة طوافة قنديل البحر للرسام تيودور جيريكو. رسمت بوفيه عدّة لوحات على قماش الخيش ركزت فيها على مواضيع إيطاليّة، منها لوحة «امرأة مع طفل» في نابولي عام 1857، وغرضت بعض من لوحاتها هذه في صالون 1866 في بروكسل وفي صالون 1879 في أنتويرب.
كان والدها مستثمراً رأسمالي، لذا استطاعت بوفيه البقاء مستقلة مالياً بدون أن تتزوج طوال حياتها. عاشت في سانتح-جوسيه-تن-نوود وإيكسل من ضواحي بروكسل وهي مناطق كان يفضّلها الفنانون. بنت بيتاً كبيراً في 208 شارع ترون، إيكسل، حفر على إحدى أحجار الأساس عبارة «متحف بوفيه». عاشت هناك سنوات عديدة مع أختها لويز والتي لم تتزوج هي الأخرى أيضاً. استخدم البيت كموقع للعرض وعرض فيه أيضاً ابن عمهما فيلكس بوفيه وهو رسام والنحات أنتوني فيلكس بوريه. في دليل باللغة الإنجليزية يعود لعام 1873، تم وصف جولة سيراً على الأقدام لمدة ستة أيام في بروكسل، ظهر فيه متحف بوفيه بالقرب من متحف فيرتز
استمرت بوفيه في الرسم التاريخي في الوقت الذي لم يعد فيه هذا النمط عصرياً، لكن موضوعها كان يُظهر تنوّعاً كبيراً، فاستقلالها المالي والشخصي مكّنها من تركيز طاقاتها على حياتها المهنية كرسامة. قدّرت مؤرّخة الفن آن-ماري تن بوكوم أن بوفيه كانت مثلية..
كان لفرجيني ولويز أختاً ثالثة، هي هورتينس، وكانت متزوجة من فرانسوا-جواتشيم-ألكسندر روين، ويبدو أنها عاشت أكثر منه ومن أختيها.
بعد وفاة بوفيه، رفضت الدولة توريث محتويات متحفها وسمحت ببيع محتوياته في المزاد العلني. تم إعداد كتالوغ للمزاد في فبراير 1889، حيث قام بإعداده خوليس دي براوويري.

## Work
The auction catalogue for the estate lists 170 works of art by Bovie, in addition to 71 she had collected. She is thought to have produced at least 204 works, an unusually high figure for a woman at the time, but as of 2005, only seven could be located. In addition to her grand historical and religious paintings, some of which were official commissions, her diverse oeuvre includes scenes of contemporary life, طبيعة صامتة، and portraits. Unlike the large-scale paintings, the genre works appeal to a bourgeois sensibility and permit a female perspective.
In the first decade of the 21st century, The Crucifixion and Descent from the Cross were still on view at the Église Saints-Jean-et-Nicolas at شيربيك in Brussels. These early paintings show the influence of Wiertz and masters of the الرسم الفلمنكي الباروكي such as بيتر بول روبنس and de Crayer.
Bovie exhibited The Visitation and The Iconoclasts at the Cathedral of Antwerp at the Antwerp salon of 1861. A reviewer remarked:

They show evidence of substantial دراسة ‏, a good grasp of تكوين (فنون بصرية), great feeling for نظرية اللون—all qualities which are grounds for astonishment in a woman and in a century when painting shines with more grace than power.

Through her observation of رسم فينيسي، her use of color gained warmth and luminosity. During the last decade of her life, she gradually renounced the فن أكاديمي and her style became freer.
Other known works are the Neapolitan Woman with Child (1857), among those inspired by her travels in Italy; L'affranchissement de l'سخيلده (1863), a drawing in black chalk (pierre noire) and طباشير أحمر that came to auction in Belgium in 2009; and a بورتريه ذاتي (1872).